# Jacques Guillaume Simonneau
Pour les articles homonymes, voir Simoneau.
Jacques Guillaume Simonneau, né le 14 janvier 1740 à Étampes et mort dans la même ville, assassiné lors d'une émeute frumentaire le 3 mars 1792, est un industriel marchand-tanneur et homme politique français.
Il fut maire d'Étampes de 1791 à 1792. À la suite de son assassinat, l'Assemblée législative fait célébrer en sa mémoire une fête de la Loi le 3 juin 1792 à Paris.

## Biographie

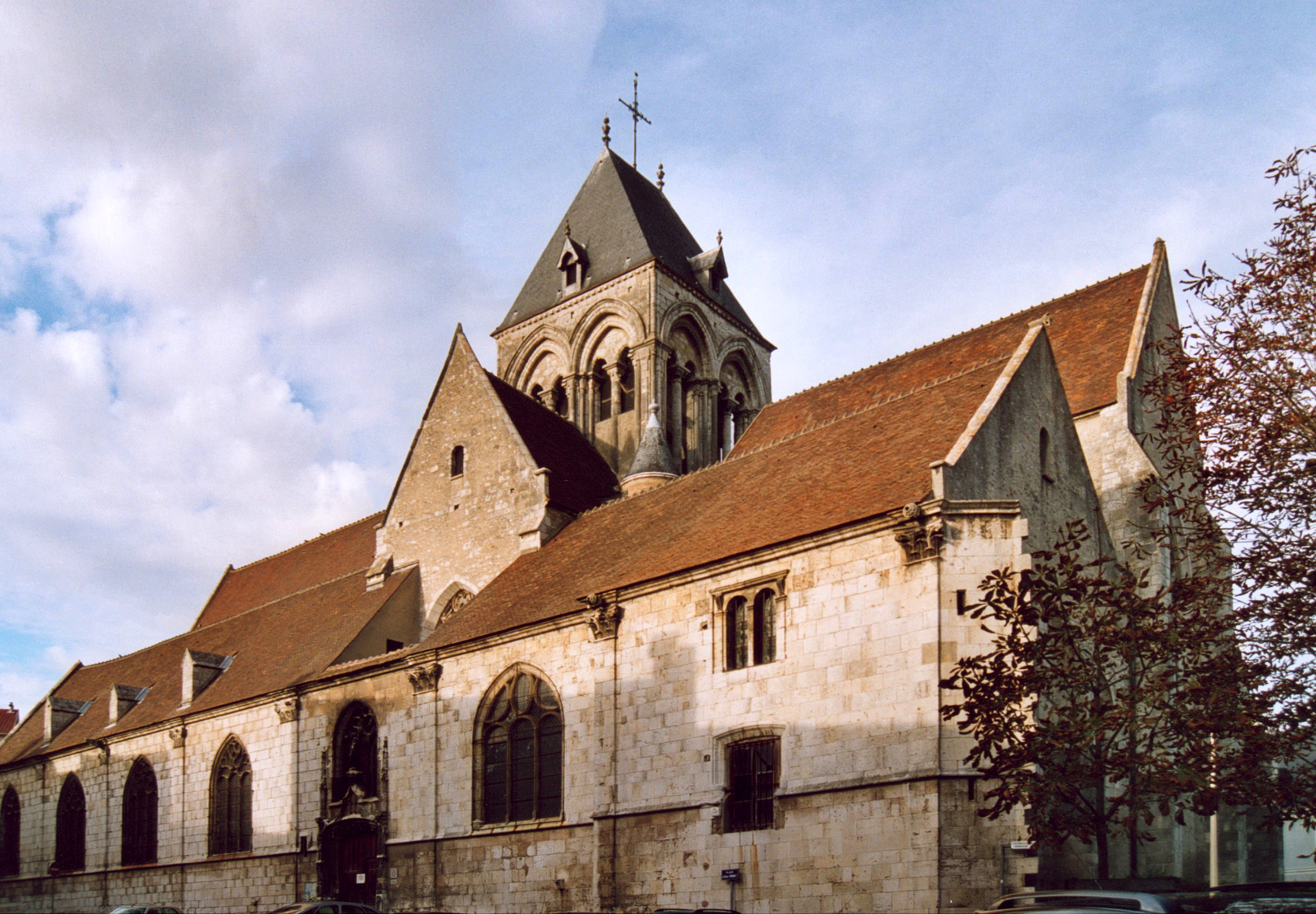
L'église Saint-Basile d'Étampes où a été baptisé Simonneau.

### Tanneur puis maire d'Étampes
Jacques Guillaume Simonneau est né le 14 janvier 1740 à Étampes, fils de Pierre Étienne Simonneau, maître-tanneur, et de Marguerite Leclerc : il est baptisé le jour de sa naissance à l'église Saint-Basile d'Étampes ; son parrain est Louis Leclerc, marchand de blé à Poissy, sa marraine est Geneviève Simonneau, fille d'Étienne Simonneau, officier du roi.
Simonneau est tanneur à Étampes et, au début de la Révolution française, y dirige une tannerie employant 60 ouvriers. Il est élu maire d'Étampes lors des élections de 1791. Il est membre de la Société des amis de la constitution ou Club des Jacobins.

### Son assassinat
Néanmoins depuis la fin des années 1790 un climat d’insécurité, particulièrement ressenti en milieu rural, s’installe. La hantise des disettes et famines ressurgit dans les campagnes de la France révolutionnaire. Ce sont des années difficiles. Dans la région d'Étampes, des groupes organisés de villageois viennent rançonner les fermiers pour obtenir d'eux des produits de première nécessité au juste prix. En 1792, comme la valeur de l’assignat commence à chuter et que les récoltes sont très mauvaises, le prix des produits de grande nécessité augmente bien plus rapidement que les salaires. La Législative proclame la loi martiale. Jacques Guillaume Simonneau essaie de la faire appliquer et de protéger les paysans et les marchands d'Étampes.
Le 3 mars 1792, douze ou quinze hommes entrent à cinq heures du matin dans Boissy-sous-Saint-Yon, à quatre lieues d'Étampes. Ils y battent la générale et sonnent le tocsin. Ils proclament leur projet d'aller à Étampes faire taxer le prix du blé. Ils menacent d'incendier la ville si on ne les suit pas. Ils répètent la même manœuvre dans les villages rencontrés en chemin, jusqu'à la ville d'Étampes, où la troupe grossie paraît vers sept heures du matin.

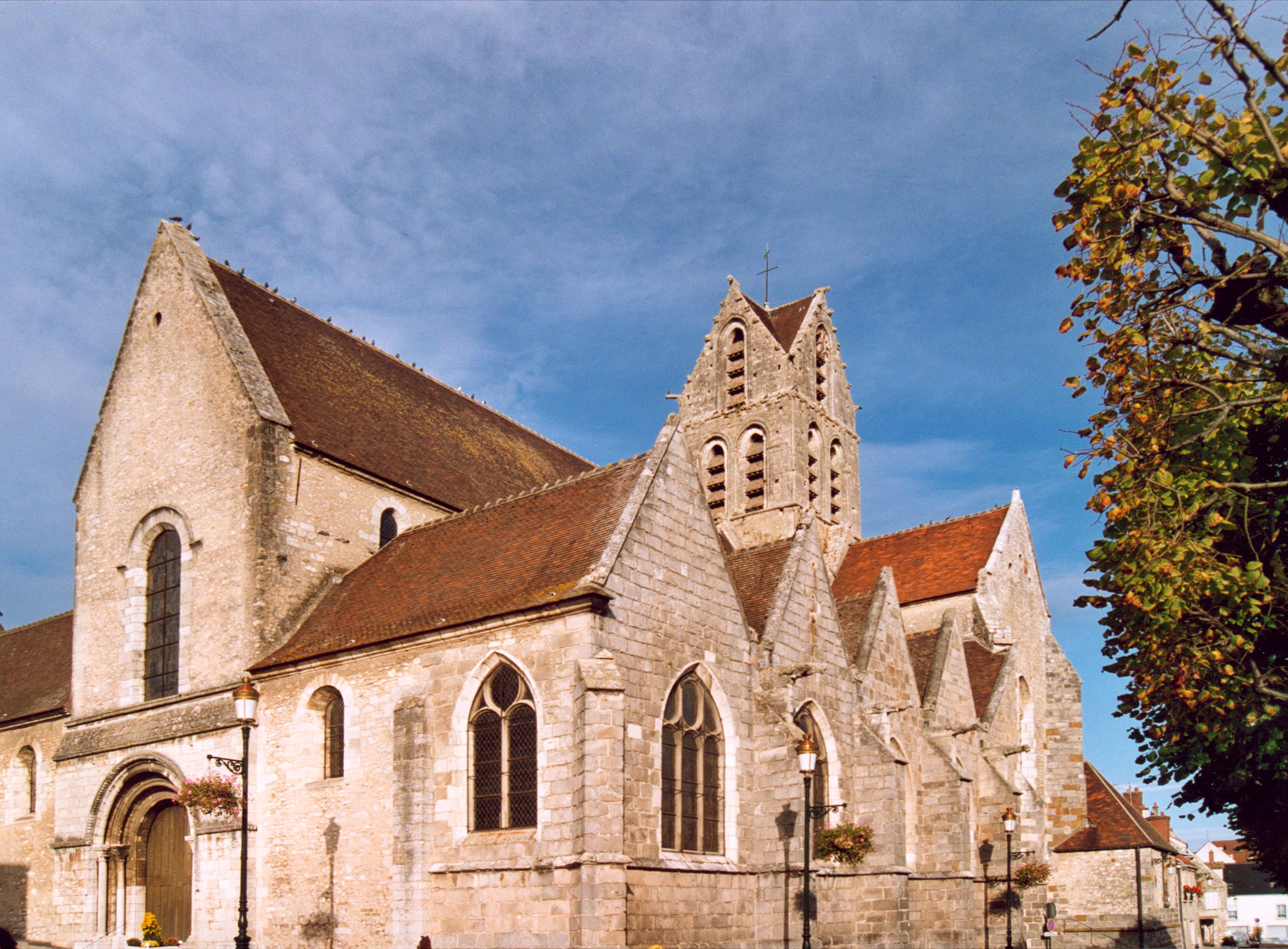
L'église Saint-Gilles d'Étampes près de laquelle a été tué le maire Simonneau.

Sur le marché d'Étampes, sept heures d'agitations et de tumulte amènent le maire à réagir. Le maire, accompagné d'un détachement de 80 hommes, se rend sur la place du marché. Respectueux des lois, il refuse d'obliger les paysans et les marchands à diminuer le prix de leur blé et du pain, il est frappé de plusieurs coups de bâtons au milieu des militaires. Puis, il reçoit des coups de fusil et meurt, les militaires s'enfuyant.
Les émeutiers s'acharnent sur le cadavre de Simonneau, puis quittent Étampes, tambour battant. D'après Le Moniteur universel, il n'y a pas de vol de blé comme lors d’une émeute frumentaire habituelle. Le maire est tué à coups de fusil, et pas par des instruments de labourage.
Les obsèques catholiques de Jacques Guillaume Simonneau sont célébrées le 4 mars 1792 en l'église Saint-Gilles d'Étampes, l'acte paroissial précisant que Simonneau a été « mis à mort indignement par une populace effrénée pour avoir voulu défendre et soutenir les décrets de l'Assemblée nationale, ledit Sieur Simonneau qui est de la paroisse de St-Bazile d'Estampes a été ainsi indignement mis à mort sur la paroisse de St-Gilles d'Estampes ». Une cérémonie religieuse a également lieu ensuite en l'église Saint-Basile d'Étampes puis le corps de Simonneau est inhumé dans le cimetière de cette paroisse.

### La cérémonie nationale
La municipalité tente de minimiser l'incident, mais le département et le Gouvernement prennent les choses en main. Le 7 mars, deux enquêteurs sont dépêchés depuis Versailles. Durant leur enquête, ils procèdent à 104 mandats d'amener, 45 inculpations et 27 mandats d'arrêt.
La garde nationale demande à l'Assemblée législative que la mémoire du maire Simonneau soit consacrée par une fête publique. Ce souhait est aussi celui des Sociétés populaires. L’Assemblée législative fait donc de Simonneau un martyr de la Liberté et de la Fidélité à la Loi, décide d'honorer sa mémoire et de faire construire un monument à sa honneur,.
Un décret est envoyé dans tous les départements et des cérémonies commémoratives s'organisent. À Blois, c’est l’abbé Grégoire qui est l’auteur du discours prononcé en la cathédrale. Jean-Charles Jumel prononce une Oraison dans l'église cathédrale de Tulle, Pierre-Hyacinthe Duvigneau fait de même à Bordeaux...

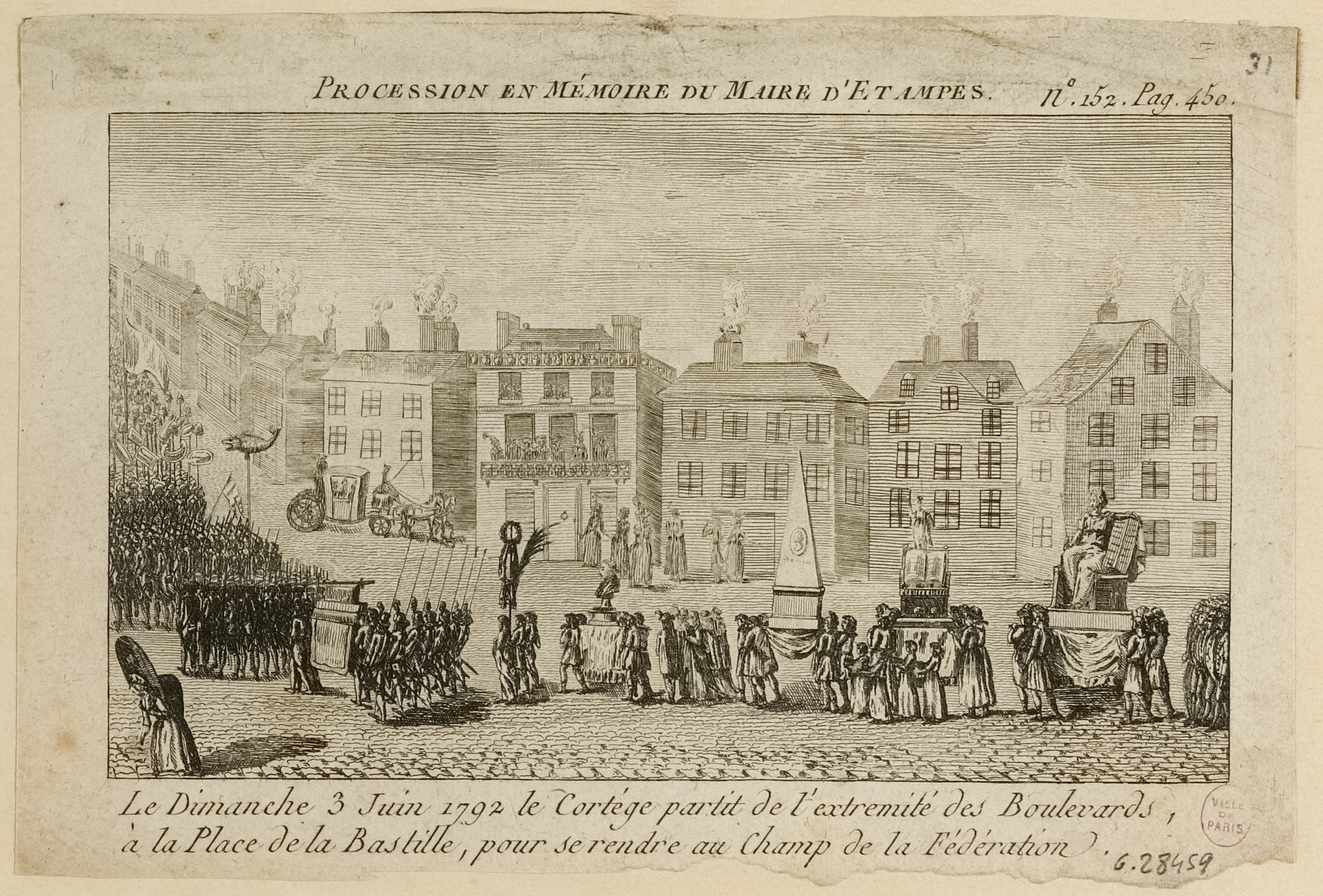
Procession en mémoire de Simonneau, maire d'Étampes, le 3 juin 1792

Antoine Chrysostome Quatremère de Quincy, député du département de Paris à l'Assemblée législative fait décréter le 12 mai 1792, malgré une vive opposition de la Montagne, une fête pour honorer la mémoire de Jacques Guillaume Simonneau.
Une «Fête de la Loi» est donc organisée, le 3 juin 1792, à Paris. Le programme en est très précis:
Sous une musique lugubre et touchante défilent la gendarmerie à pied et à cheval, les soixante drapeaux de la garde nationale, un modèle en pierre de la Bastille. Les enseignes des quarante-huit sections de la capitale marchent,  précédées d’un drapeau portant pour inscription « Indivisibles ». Les enseignes des 83 départements les suivent sous la devise «Soyons unis, nous serons libres». Derrière un drapeau portant la devise «Respect à la loi», défilent encore des régiments, des représentants des différents tribunaux, les citoyens qui l’ont défendu, des groupes de vieillards, d’enfants, de femmes, des députés. Ce cortège se rend au champ de la Fédération par les boulevards, la place Louis XV et le pont Louis XVI. La maquette du monument prévu à son honneur est présentée, son écharpe tricolore est accrochée aux voûtes du Panthéon de Paris.
La cérémonie funèbre en l'honneur de Jacques Guillaume Simonneau, le 3 juin 1792 a lieu en l’église de la Madeleine, qui n'est pas encore tout à fait terminée.[réf. nécessaire]
Cette cérémonie est fortement critiquée par Robespierre, qui pense qu'elle a été votée en haine du peuple et qui souligne l'importance accordée aux corps constitués, juges, administrateurs, maires. Cette fête, selon lui, avait été organisée pour donner une leçon au peuple et l'intimider par un grand déploiement de forces armées

### Les voix discordantes
Dès l'annonce de l'assassinat, le Courrier Français  du 6 mars pointe du doigt la responsabilité de Simonneau et son arrogance. Il signale que pour toute réponse à la demande de la foule de faire baisser le prix du blé de 28 livres à 24 livres, Simonneau a  demande à la troupe de faire feu sur les séditieux. Le journal souligne également combien la rareté du grain est source de problèmes.
Fin avril ou début mai, Pierre Dolivier, curé de Mauchamp, fait parvenir à l'assemblée nationale une pétition signée par quarante habitants de six communes d'Etampes. Dans cette lettre, tout en condamnant l'acte, il souligne la responsabilité de Simonneau dans le déchainement de la violence, dépeint la détresse de la population victime d'une spéculation sur le blé. Il sous-entend même que Simonneau aurait pu avoir eu des intérêts personnels à maintenir des cours élevés. Il signale la brutalité de la répression et demande à l'assemblée nationale indulgence et protection.
Quant à Robespierre, qui avait pris le parti des habitants d'Étampes, il défend Dolivier aux Jacobins, et publie sa pétition dans son journal, Le Défenseur de la Constitution.
La Loi du maximum général instituera le maximum décroissant du prix des grains, voulu par les assassins de Jacques Guillaume Simonneau, mais aussi par les 600 pauvres qui les accompagnaient. Toutefois, les paysans et les marchands, eux, n’en voudront pas. Sa suppression va pourtant être à l'origine d'une terrible famine après le 9 Thermidor.

### Le jugement des coupables
Un jugement est rendu à Versailles, le 28 juillet 1792. Il condamne à la peine de mort les nommés Gérard Henri, ancien garde-chasse à Étampes, et Baudet Gabriel, charretier à Étampes, ancien carabinier ainsi qu'à des amendes et peines de prison pour huit autres accusés. Mais, après la Révolution du Dix-Aoüt, les 8 et 9 septembre, tous les condamnés sont libérés.

## Postérité
- La mort de Simonneau, tragédie par Gosse.
- Rues Simonneau à Clichy, à Bruz, à Étampes, à Boulogne-sur-Mer, etc.